# 希爾基 (日托米爾州)
50°31′9″N 27°27′40″E / 50.51917°N 27.46111°E
希爾基（烏克蘭語：Гірки），是烏克蘭中部日托米爾州的村落，由茲維亞赫爾區的亞倫市鎮所轄，距離茲維亞赫爾約21公里，始建於1456年，面積1.98平方公里，海拔高度214米，2001年人口724。